# NGC 926
NGC 926 est une vaste galaxie spirale barrée située dans la constellation de la Baleine. NGC 926 a été découverte par l'astronome allemand Wilhelm Tempel en 1876.

## Caractéristiques
La classe de luminosité de NGC 926 est II-III et elle présente une large raie HI. C'est possiblement une galaxie LINER, c'est-à-dire une galaxie dont le noyau présente un spectre d'émission caractérisé par de larges raies d'atomes faiblement ionisés.

### Distance
Sa vitesse par rapport au fond diffus cosmologique est de 6 145 ± 17 km/s, ce qui correspond à une distance de Hubble de 90,6 ± 6,4 Mpc (∼296 millions d'al).
À ce jour, six mesures non basées sur le décalage vers le rouge (redshift) donnent une distance de 89,483 ± 3,119 Mpc (∼292 millions d'al), ce qui est à l'intérieur des valeurs de la distance de Hubble.

## Paire de galaxies
Les galaxies NGC 926 et NGC 934 sont dans la même région du ciel et selon l'étude réalisée par Abraham Mahtessian, elles forment une paire de galaxies.